# Martina Knytlová
Martina Knytlová (* 27. Januar 1978) ist eine ehemalige tschechische Handballspielerin.

## Karriere
Sie begann ihre Karriere mit acht Jahren beim US Praha und Tatran Střešovice. 2001 schloss sie sich Slavia Prag an, wo sie 2002 die tschechische Meisterschaft errang. 2005 wechselte sie nach Spanien zu Elda Prestigio.
Von 2007 bis 2011 spielte sie beim deutschen Bundesligisten Thüringer HC und wurde in der Saison 2010/11 deutscher Meister.

### International
Für Tschechien absolvierte sie bisher 105 Länderspiele.